# Pterolophia rufuloides
Pterolophia rufuloides är en skalbaggsart som beskrevs av Stefan von Breuning 1940. Pterolophia rufuloides ingår i släktet Pterolophia och familjen långhorningar. Inga underarter finns listade i Catalogue of Life.